# Merkieten
De Merkieten waren een stam in het noorden van het huidige Mongolië. In het midden van de twaalfde eeuw lag de kern van hun woongebied in de  Orhonvallei. Ten noorden van hun gebied leefden de Barga, ten zuiden was het gebied van de Keiraïten en naar het zuidoosten woonden de Mongoolse clans van de stam van Dzjengis Khan. 
De Merkieten spraken vermoedelijk een Mongoolse taal. Zij waren nomaden, maar hun krijgsgevangenen oefenden een vorm van landbouw uit. De Merkieten waren voor een deel sjamanisten, maar een deel van de elite had zich net als bij de Keiraïten, de Naimanen en de Onggud bekeerd tot het christendom. 
De Merkietem waren verdeeld in een groot aantal clans, waarvan er zes bekend zijn maar hadden geen khan. De Merkieten worden voor het eerst genoemd in bronnen van de Liao-dynastie van de Kitan. Aan het eind van de elfde eeuw voerden zij samen met Marqus-Buyruq Khan van de Keiraïten  een aantallen uit op het gebied op van die dynastie. In 1129 voerden zij aanvallen uit op het kanaat van de Kara-Kitan. 

## De strijd met Dzjengis Khan

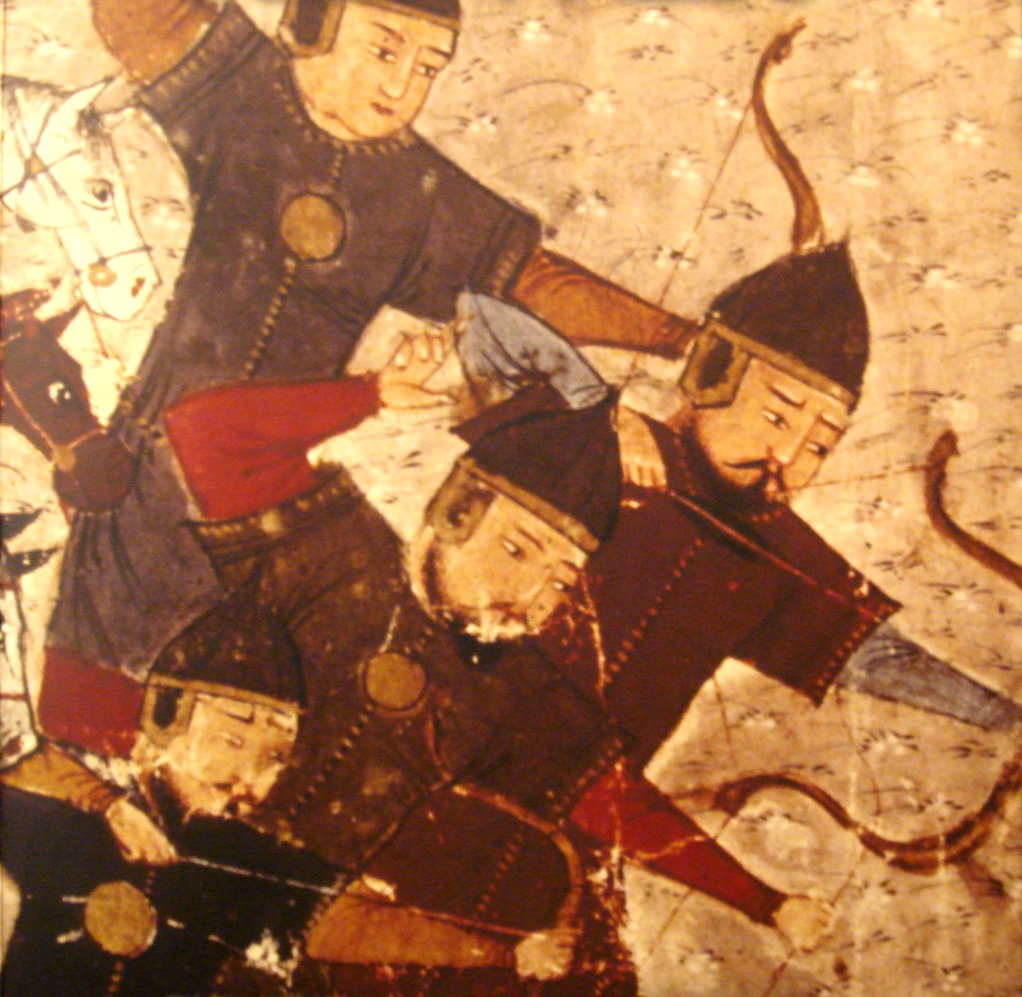
Illustratie van Mongoolse soldaten in het Jami' al-tawarikh van de Perzische historicus Rashīd al-Dīn

Er was sprake van grote vijandschap tussen de Merkieten en de stam van Dzjengis Khan. Uit De geheime geschiedenis van de Mongolen wordt duidelijk dat Hoelun  de vrouw van Chiledü, een van de leiders van de Merkieten, ontvoerd was door Yesükhei, de vader van Dzjengis Khan. Hoelun werd een van de  vrouwen  van Yesükhei en uit die relatie werd Dzjengis Khan geboren.
Nadat Yesükhei overleden was en Dzjengis Khan (toen nog met de naam Temüjin) pas gehuwd was met Börte overvielen enkele honderden Merkieten het kamp van Dzjengis Khan. Zij ontvoerden Börte die als vrouw gegeven werd aan een jongere broer van  Chiledü. Dzjengis Khan kreeg hulp van Jamuka, op dat moment de machtigste leider van de Mongolen en Toghril van de stam van de Keiraïten. Zij slaagden erin om  Börte en andere ontvoerden weer vrij te krijgen.
In de jaren daarna voerden Dzjengis Khan en Toghril voortdurend raids uit op het gebied van de Merkieten. Na de breuk tussen Dzjengis en Jamuka behoorden de Merkieten  met de Naimanen, de Tatar en de Oirat-Mongolen tot de vele Mongoolse stammen die Jamuka tot Khan van alle Mongolen uitriep. 
In 1204 versloeg Dzjengis Khan zijn oude bondgenoot Toghril en viel daarna de Naimanen aan. Die kregen steun van Toqto’a Beki, de leider van de Merkieten. De Naimanen werden echter verslagen en in de jaren daarna volgden opnieuw raids op het gebied van de Merkieten.  Toqto’a Beki en zijn zonen werden gedwongen naar het Altaigebergte in het westen te vluchten. 
Ook dat gebied werd door Dzjengis Khan aangevallen. In 1208 overleed  Toqto’a Beki op een slagveld en zijn zonen vluchtten nog verder naar het westen naar het gebied van de Kyptsjaken in het huidige Kazachstan. 
De meerderheid van de Merkieten onderwierp zich aan Dzjengis Khan en het werd hen toegestaan als stam verder te leven. In 1216 keerde Dzjengis Khan terug na de verovering van het noorden van China. Op dat tijdstip kwamen de Merkieten in opstand. De Merkieten wisten lang weerstand te bieden, maar werden uiteindelijk verslagen. Een groot deel werd omgebracht en de rest werd als slaven verdeeld onder andere Mongoolse stammen. Hun gebied werd ingenomen door de Suldus, een clan van de Taichiud. Deze campagne werd in 1218 voortgezet  met raids op de  Kyptsjaken, waarbij de zonen van  Toqto’a Beki gedood werden.

## Na de nederlaag
De Merkieten verloren als gevolg van deze gebeurtenissen hun entiteit. Er zijn maar enkele personen met een afstamming uit de Merkieten die tijdens de periode van het Mongoolse Rijk een rol van betekenis speelden. Een daarvan was Oghul Ghaymish, de vrouw van  Güyük Khan, die van 1248-1251 ook regent was. Tijdens de laatste decennia van de Yuan-dynastie waren echter Bayan  en daarna zijn neef Togto’ A de machtigste personen van het rijk.
Afstammelingen van de Merkieten kunnen nog gevonden worden in het gebied van de  Ordoswoestijn in het huidige Binnen-Mongolië en in de provincie Henti in de republiek Mongolië.